# Автомагістраль А16 (Франція)
Автомагістраль A16, також відома як (L'Européenne) утворює частину більшої автомагістралі Autoroute des estuaires між Аббевілем і Дюнкерком, розташована на півночі Франції.
Автомагістраль загальною протяжністю 327 кілометрів, починається на перехресті з N104 Франсільєн біля Аттенвіля в Іль-де-Франс і закінчується на бельгійському кордоні поблизу Бре-Дюна, обслуговуючи маршрути Бове, Ам’єн, Абвіль, Булонь-сюр-Мер, Кале та Дюнкерк в О-де-Франс. Від початкової точки поблизу Парижа, A16 проходить у північному напрямку, продовжується на північ, паралельно Ла-Маншу від Аббевіля, а потім у східному напрямку вздовж узбережжя Північного моря. Це один із двох основних маршрутів між портом Кале / тунелем під Ла-Маншем і Парижем, інший – маршрут A26 і A1 на схід.

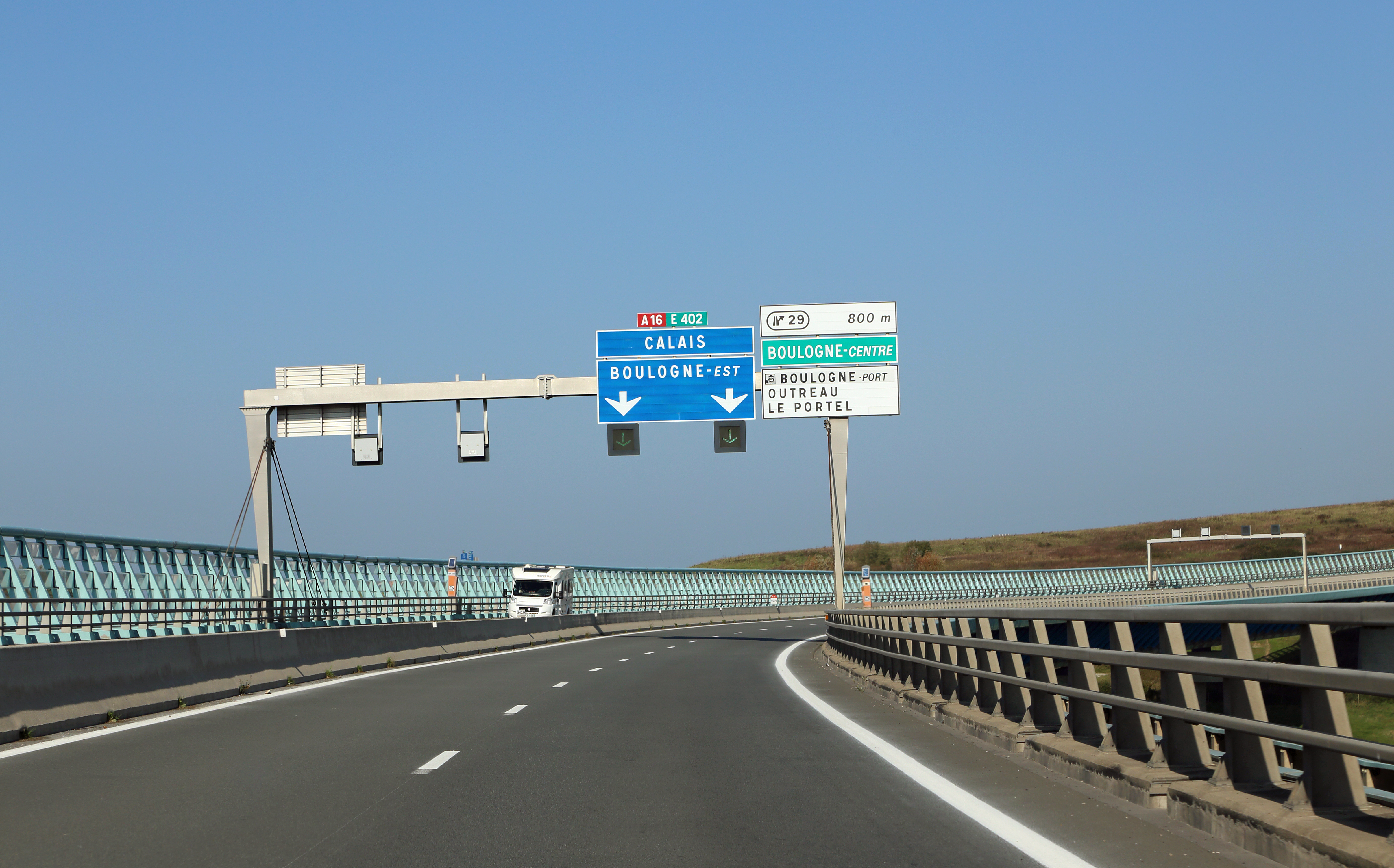
Автострада A16 на віадуку Echinghen біля Булонь-сюр-Мер (Па-де-Кале)

Переважна більшість автомагістралі була побудована в 1990-х роках, щоб розвантажити перевантажену RN1 між Парижем і Кот-д'Опаль (Булонь і Кале). 8 км південного розширення між Л'Іль-Адам і Attainville до перетину з паризькою кільцевою дорогою N104 (Francilienne), відкритою в 2020 році. Між Амбленвілем і Булонню маршрутом керує Компанія автомобільних доріг Північно-Східної Франції (SANEF) і платно. Від Булоні до бельгійського кордону дорогою керує Direction Départementale de l'Équipement (DDE), яка не стягує плату.

## Майбутні розширення
Зараз A16 пролягає від розв’язки номер 8 до розв’язки номер 65. Це призводить до припущень, що південний кінець автомагістралі планується розширити або прямо на південь шляхом модернізації RD301/RN1 до A1 у Сен-Дені, Сена-Сен-Дені, або на схід шляхом модернізації RN104 до зустрічі A1 на Paris-Charles De Gaulle, таким чином доповнивши відсутні номери розв’язок.